# Prudencio Lapaza de Martiartu

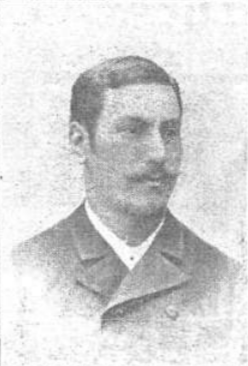
Prudencio Lapaza de Martiartu

Prudencio Lapaza de Martiartu y Grossi (Bilbao, 28 de abril de 1855 - Madrid, 4 de junio de 1906) fue un periodista español, redactor jefe del diario integrista El Siglo Futuro a finales del siglo XIX y principios del siglo XX.

## Biografía
Era hijo del abogado bilbaíno Juan de Lapaza de Martiartu y Sabater y de Vicenta Grosel y Federici. Su padre, reputado letrado y doctor en cánones, era consultado por los hombres más eminentes de su tiempo, entre ellos Cándido Nocedal, delegado en España de Don Carlos.
Integrista como su padre, los dos o tres años de fundarse El Siglo Futuro, Prudencio Lapaza de Martiartu fue a Madrid y colaboró en el periódico junto con Gabino Tejado en numerosos artículos, campañas y escritos varios. Fue asimismo colaborador de La Semana Católica y de otros periódicos y revistas. Solía emplear los seudónimos «Mario» y «José Juárez y Vicens».
Hizo varias traducciones de obras, entre ellas la Historia de la Iglesia del doctor R. F. Rohrbacher, de la Universidad de Lovaina. También destacó por su defensa del vascuence en publicaciones como Euskal-Erria.
Fue redactor jefe de El Siglo Futuro, pero se separó de su redacción en junio de 1893, al parecer, por disconformidad con la tendencia manifestada por Orti y Lara en una asamblea integrista de acercarse a la dinastía reinante. Algunos años después volvería a ejercer el mismo cargo en el periódico. 
En julio de 1901 proyectó una magna peregrinación en desagravio a la Virgen del Pilar de Zaragoza, tras haber sido apedreado el templo por unas turbas, con la publicación de un artículo titulado «¡Españoles, al Pilar!», al que siguieron una serie de artículos con el mismo nombre. Decenas de periódicos católicos de toda España se adhirieron a la convocatoria, que había de congregar a más de treinta mil españoles. El Siglo Futuro organizó la peregrinación e hizo propaganda de la misma durante meses. Sin embargo, finalmente no se llevaría a cabo, al ser suspendida por el Arzobispo de Zaragoza.
En una serie de artículos titulados «Decreto ilegal» defendió los derechos de la Santa Sede, las Órdenes religiosas y la Iglesia en España, definiendo cuestiones relativas a las relaciones entre la Iglesia y el Estado con ocasión de un decreto del ministro de la Gobernación Alfonso González Lozano que pretendía sujetar a las órdenes y congregaciones religiosas a la fiscalización del Estado.
Trató también temas de política internacional, teniendo como criterio el interés del catolicismo y de España. Poco antes de morir, denunció que en la Conferencia de Algeciras el gobierno no había defendido los intereses de España, sino los de Inglaterra.
Según Mariano Arenillas, murió diciendo «¡Qué hermoso es luchar por Cristo y morir con Cristo!» y sus últimas palabras fueron «¡Gloria al Padre, al Hijo y al Espíritu Santo!».